# Бела лађа (4. сезона)
Четврта сезона телевизијске серије Бела лађа је премијерно емитована на Првом програму Радио телевизије Србије у периоду од 17. јануара до 2. маја 2010. године.

## Радња
Шојићев однос са амбасадором је озбиљно нарушен после одређених медијских инсинуација, које су нарушиле углед државе, коју дотични представља. Штавише, на банкету поводом рођендана амбасадорове жене, Шојић пампуром од шампањца случајно погађа амбасадора у главу. Уместо оца који све више губи контролу, његову странку почиње да предводи Блашко Пантић, који убрзо склапа савез са Озреном Солдатовићем. Тика Шпиц одводи Шојића код његове бивше љубавнице, са којом је овај још раније (наводно) добио дете. Баш у том тренутку, кућа се урушава због клизишта.

## Улоге
| Глумац                     | Улога                | Епизоде (у сезони)                             |
| -------------------------- | -------------------- | ---------------------------------------------- |
| Милан Гутовић              | Срећко Шојић         | 1-16                                           |
| Предраг Смиљковић          | Тихомир Стојковић    | 1-16                                           |
| Александар Дунић           | Милорад Ћирковић     | 1-16                                           |
| Славица Крсмановић         | Живадинка            | 1, 2, 3, 4, 5, 6, 8, 9, 10, 11, 12, 13, 14, 16 |
| Ненад Јездић               | Благоје Пантић       | 1, 2, 3, 4, 6, 7, 8, 9, 10, 11, 12, 15, 16     |
| Мина Лазаревић             | Мирослава Мирковић   | 1, 2, 4, 5, 6, 7, 8, 11, 12, 13, 16            |
| Петар Краљ                 | Димитрије Пантић     | 1, 2, 3, 4, 7, 8, 9, 14, 15, 16                |
| Милица Милша               | Мелиса               | 1, 2, 3, 5, 8, 10, 11, 13, 15, 16              |
| Душан Голумбовски          | Озрен Солдатовић     | 1, 2, 3, 4, 7, 8, 9, 10, 14                    |
| Мира Бањац                 | Розалија Михајловић  | 4, 5, 7, 8, 11, 12, 13, 14, 15, 16             |
| Слободан Давинић           | Григорије            | 5, 7, 8, 11, 12, 13, 14, 15, 16                |
| Јелена Чворовић            | Танкосава Тасић      | 4, 5, 6, 7, 8, 9, 10, 14, 16                   |
| Небојша Илић               | Мирослав Станковић   | 1, 2, 3, 7, 8, 10, 11, 15, 16                  |
| Драган Вујић               | Здравко Пањковић     | 2, 6, 10, 11, 12, 13, 15, 16                   |
| Дејан Луткић               | Аламуња              | 3, 5 ,6, 7, 8, 9, 10                           |
| Драган Јовановић           | Душан Маричић        | 4, 5, 6, 7, 8, 10, 11                          |
| Властимир Ђуза Стојиљковић | Гаврило Петричевић   | 2, 3, 6, 7, 8, 9, 10                           |
| Љиљана Драгутиновић        | Персида Пантић       | 1, 4, 7, 8, 15, 16                             |
| Дубравка Мијатовић         | Слађана Савић        | 10, 11, 12, 15                                 |
| Михаило Јанкетић           | Мајсторовић          | 5 ,11, 13, 16                                  |
| Ђорђе Радловачки           | Мића пантић          | 3, 9, 14, 15                                   |
| Милош Биковић              | Филип Пантић         | 7, 8, 9                                        |
| Предраг Ејдус              | Лазар Хаџиздравковић | 3, 4, 7                                        |
| Милан Томић                | Станимир Стојковић   | 13, 16                                         |
| Милан Васић                | Јанаћко Јањић        | 15                                             |